# Тит Помпоний Антистиан Фунизулан Ветониан
Тит Помпоний Антистиан Фунизулан Ветониан (на латински: Titus Pomponius Antistianus Fusinulanus Vettonianus) е сенатор на Римската империя през 2 век.
Син е на Тит Помпоний Мамилиан (суфектконсул 100 г.). През май 121 г. Ветониан е суфектконсул заедно с Луций Помпоний Силван.